# Exophthalmus

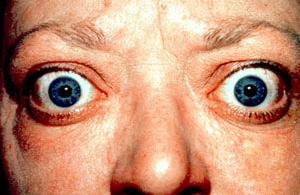
Ausgeprägter beidseitiger Exophthalmus bei Morbus Basedow

Der Exophthalmus (Synonyme: Protrusio bulbi, Proptosis, Ophthalmoptose, Ophtalmopathie, früher auch Glotzauge, im Volksmund auch „Glubschauge“) ist das pathologische Hervortreten des Augapfels aus der Augenhöhle (Orbita).

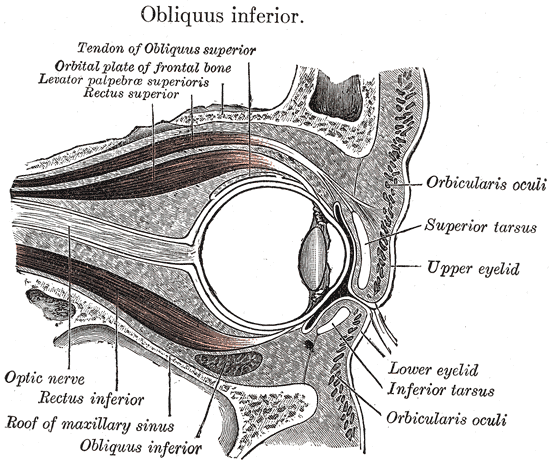
Anatomie der Orbita

## Symptome

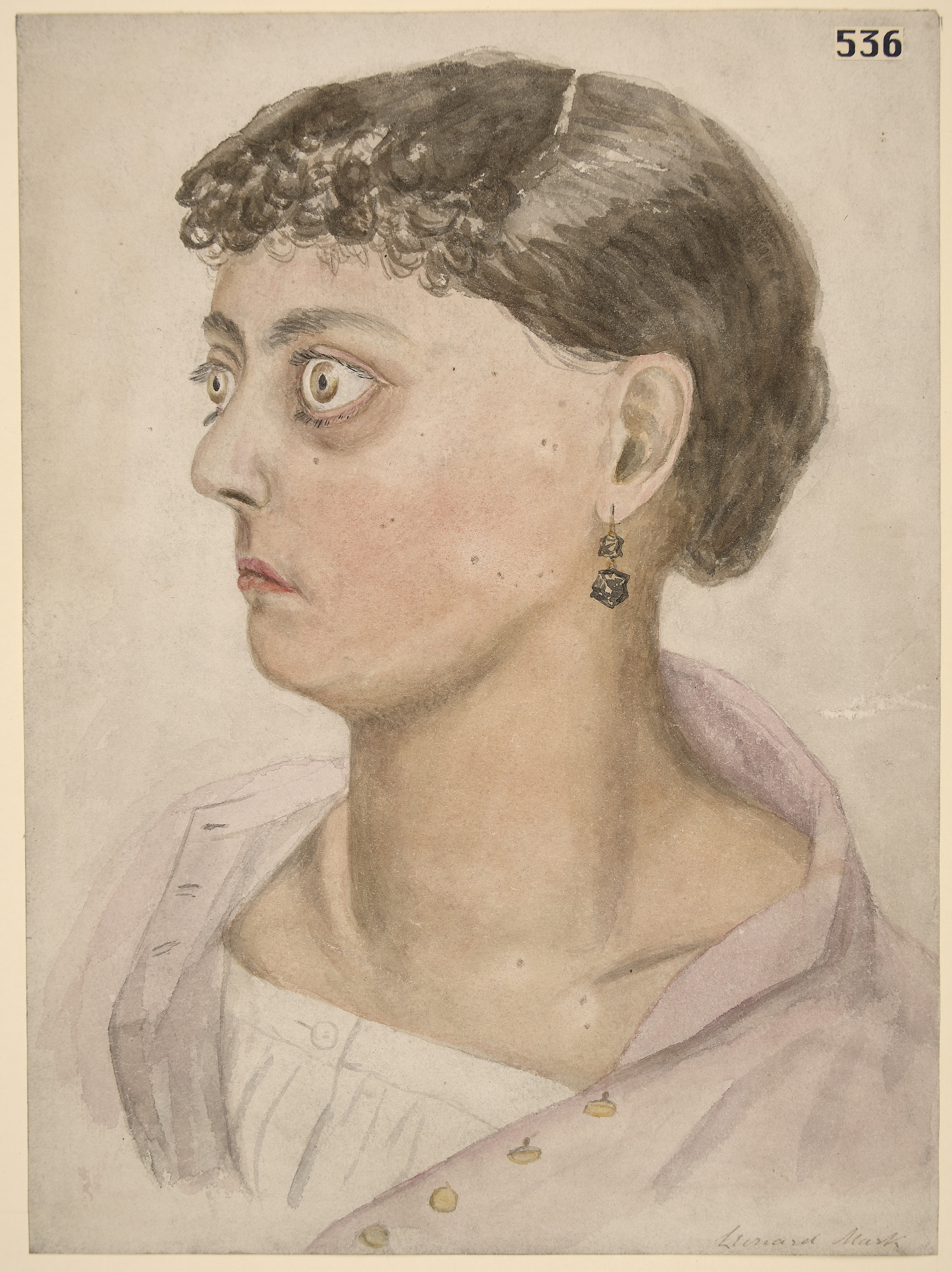
Historische Darstellung eines Exophthalmus aufgrund einer Schilddrüsenüberfunktion

Patienten mit ausgeprägtem Exophthalmus sind sehr eindrücklich, weil sie mit ihren scheinbar weit aufgerissene Augen einen „erschreckten“ Eindruck machen und damit ihrerseits den Betrachter erschrecken.
- Hervortreten des Augapfels ein- bzw. beidseitig
- z. T. Schmerzen
- Doppelbilder auf Grund der Beeinflussung der Augenmuskeln und der Orbitalnerven (sog. exophthalmische Ophthalmoplegie des Nervus oculomotorius)
- Lidschwellung
- Austrocknen der Hornhaut
- evtl. Ulzerationen und Entzündungen der Hornhaut

## Ursache

### Endokriner Exophthalmus
(Synonym: endokrine Orbitopathie)
Beim Morbus Basedow, bei der Ord-Thyreoiditis/Hashimoto-Thyreoiditis kann es krankheitsbegleitend zu autoimmunen Entzündungen im Bereich der Orbita, speziell im orbitalen Fettgewebe, kommen. Diese Entzündung führt zur Anschwellung des retrobulbären Gewebes und zur Proliferation. Der Exophthalmus ist in der Mehrzahl der Fälle beidseitig.

### Exophthalmus pulsans
Ein pulsierender Exophthalmus findet sich bei meist traumatischen arteriovenösen Kurzschlüssen zwischen Orbitalvenen und Orbitalarterien bzw. dem Sinus cavernosus.

### Orbita-Phlegmone
Bei der Orbita-Phlegmone ist das Gewebe der Orbita diffus entzündet. Entzündungsbedingt
kommt es zum Anschwellen des orbitalen Gewebes und Verdrängung des Augapfels nach vorne.

### Exophthalmus bei orbitalen Tumoren
Im Bereich der Augenhöhle kommen gutartige und bösartige Tumoren vor (z. B. gutartig: Hämangiom, Neurinom; bösartig: Neuroblastom, Retinoblastom u. a.). Durch das Tumorwachstum kommt es zum Verdrängen des Augapfels nach vorne. Auch Metastasen bzw. Beteiligung der Augenhöhle bei meist bösartigen Systemerkrankungen (z. B. Lymphom, Leukämie, Histiozytose X) kommen vor. Der Exophthalmus ist meist einseitig.

### Exophthalmus intermittens
Dabei handelt es sich um einen von der Kopfhaltung abhängigen Exophthalmus bei angeborener oder erworbener Varikose im Bereich der Orbita. Je nach Kopfhaltung kommt es zur Stauung in dem varikösen Gefäß mit einem Hervortreten des Augapfels.

### Exophthalmus bei Retrobulbärhämatom
Tritt nach einem stumpfen Trauma eine nach hinten nicht begrenzte subkonjunktivale Blutung auf, kann sich ein Retrobulbärhämatom ausbilden, also ein Bluterguss hinter dem Augapfel. Auch dies kann zu einem Exophthalmus führen.

## Diagnostik

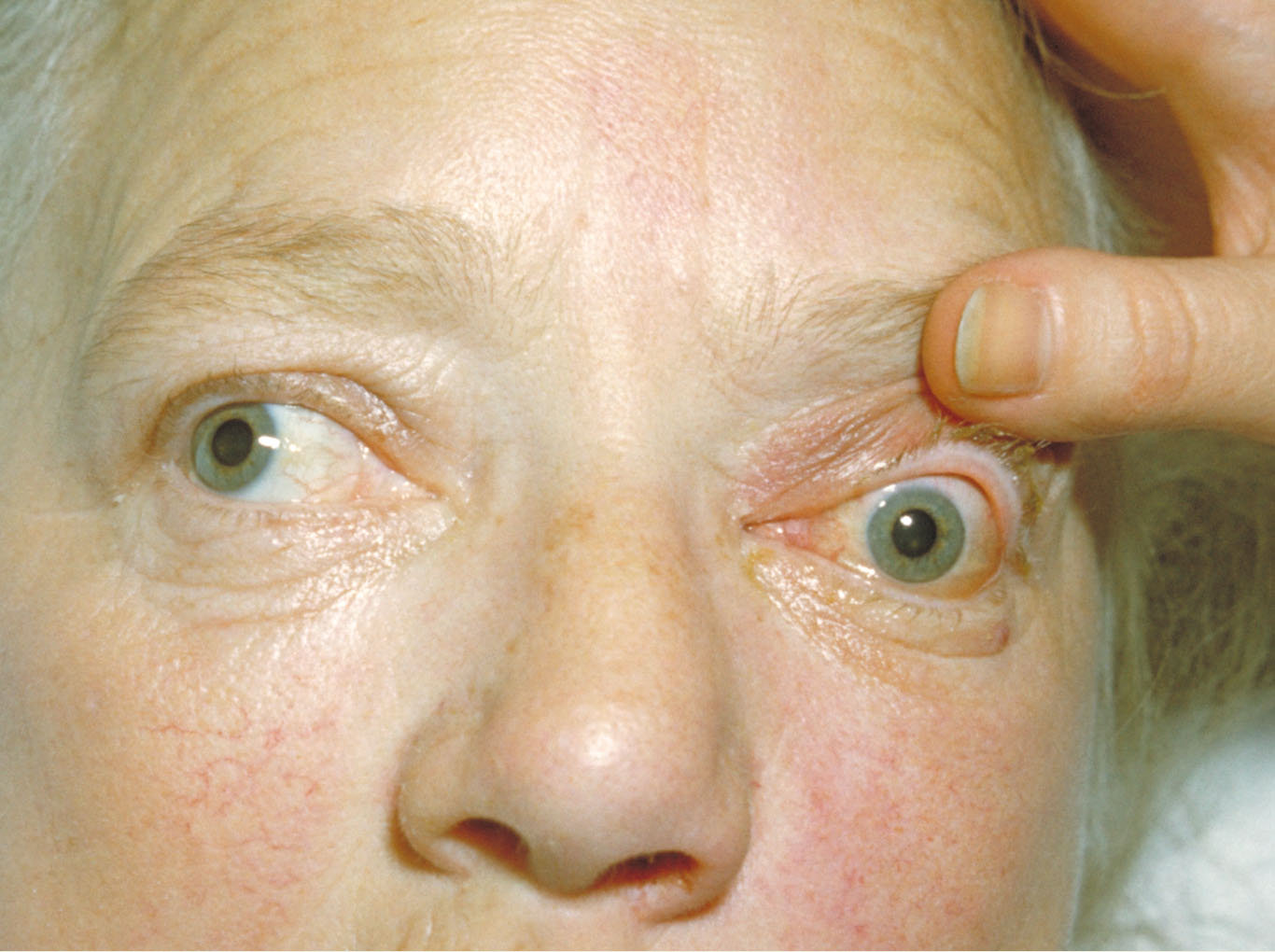
Beidseitiger Exophthalmus

### Klinische Untersuchung
Man betrachtet beide Augäpfel von hinten oben am sitzenden Patienten und kann so das Ausmaß abschätzen und eine Seitendifferenz feststellen.
Beim Blick nach unten bleibt, wie der Berliner Augenarzt Albrecht von Graefe beobachtet hatte, bei der Basedowschen Krankheit das obere Augenlid zurück (Graefe-Zeichen).

### Exophthalmometer
Der Exophthalmus und dessen Progression/Regression kann mit Hilfe eines Exophthalmometers gemessen werden.

### Bildgebung
Mit Hilfe von CT und MRT lassen sich die Strukturen der Orbita darstellen. Dadurch lassen sich Tumoren oder Entzündungen diagnostizieren. Auch der Ultraschall wird zur Diagnostik der Orbita verwendet.

### Laboruntersuchungen
- Endokriner Exophthalmus: Untersuchungen der Schilddrüsenfunktion (Thyroxin, Triiodthyronin, TRH, TSH, Autoantikörper)
- Bei Verdacht auf Orbita-Phlegmone: Untersuchung der Entzündungsparameter (CRP, Leukozyten u. a.)

### Auskultation
Bei arteriovenösen Kurzschlüssen lässt sich ein Puls-synchrones Geräusch auskultieren.

### Schweregrad-Einteilung
- Grad I: Rückzug des Oberlides (Dalrymple-Phänomen), Konvergenz-Schwäche (Moebius-Zeichen).
- Grad II: Beteiligung des (äußerlich beurteilbaren) Bindegewebes: Lidschwellungen, Chemosis, Tränenträufeln, Photophobie
- Grad III: Vorwölbung des Augapfels mit und ohne Lidschwellungen (quantifizierbar durch Einsatz eines Exophthalmometers)
- Grad IV (mit Blockierungen der Augenmuskeln): unscharfe Bilder oder Doppelbilder
- Grad V (mit Hornhautbeteiligung): meistens austrocknender Augapfel (Lagophthalmus) mit Trübungen und Oberflächenzerstörung (Ulzeration) der Hornhaut (Cornea)
- Grad VI (Beteiligung des Sehnervs Nervus opticus): Sehausfälle bis Sehverlust

## Therapie
Die Therapie des Exophthalmus richtet sich nach der kausalen Grunderkrankung.
Phlegmone bzw. Abszesse müssen evtl. entlastet und antibiotisch behandelt werden. Howard C. Naffziger entwickelte 1931 eine, den Zugang nach Krönlein modifizierende, Orbitaldachresektion. Tumoren oder retrobulbäres Fett können ebenfalls chirurgisch angegangen werden.

## Komplikationen
- Maligner Exophthalmus: Beim malignen Exophthalmus kommt es zum schmerzhaften und progredienten Hervortreten des Augapfels mit mangelhaftem Lidschluss (Lagophthalmus) und Austrocknen der Hornhaut (Xerophthalmie).
- Hornhautulzerationen
- Konjunktivitis
- Augeninnendruckerhöhung (siehe Glaukom)